# Kościół ewangelicki w Austrii w latach 1781–1918

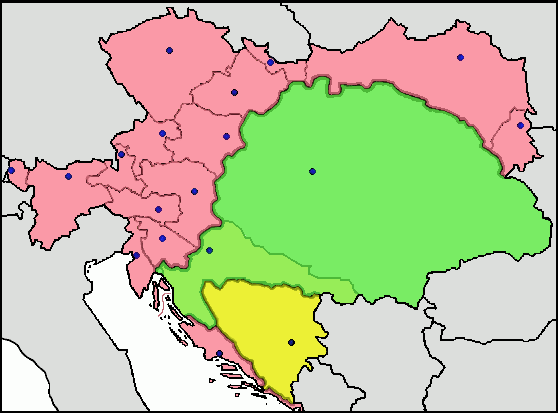
Austro-Węgry po aneksji Bośni i Hercegowiny. Przedlitawia widoczna w kolorze czerwonym.

Kościół ewangelicki w Austrii w latach 1781–1918 – kościół powstały po wydaniu Patentu Tolerancyjnego 13 października 1781 roku na terenie przedlitawskiej części monarchii Habsburgów (następnie Cesarstwa Austrii i Austro-Węgier) początkowo z osobnymi konsystorzami dla ewangelików augsburskiego i helweckiego wyznania, w 1861 formalnie zjednoczony w unię. W latach 1867–1915 nosił oficjalną niemiecką nazwę Evangelische Kirche Augsburgischen und Helvetischen Bekenntnisses in den im österr. Reichsrathe vertretenen Königreichen und Ländern (pol. Kościół Ewangelicki Augsburskiego i Helweckiego Wyznania w Królestwach i Krajach w austriackiej Radzie Państwa Reprezentowanych). Kres działalności Kościoła w takiej strukturze nastąpił wraz z upadkiem Austro-Węgier po I wojnie światowej. We współczesnej Austrii funkcjonują dwa niezależne lecz ściśle ze sobą współpracujące Kościół Ewangelicki Augsburskiego Wyznania i Kościół Ewangelicki Helweckiego Wyznania. Na terenie Zalitawii funkcjonował oddzielny Kościół.

## Historia
Patent Tolerancyjny został wydany 13 października 1781 roku. Najważniejszym jego punktem było umożliwienie w okolicach zamieszkałych przez co najmniej 100 rodzin protestanckich (lub 500 wiernych) utworzenia gminy ewangelickiej (zboru), dla której można zbudować dom modlitwy (niem. Bethaus) i szkołę, a w nich zatrudnić duchownych i nauczycieli. Do końca października 1782 roku akces do Kościoła zgłosiły 73 722 osoby. Łącznie w trzy lata po wydaniu patentu w Przedlitawii powstało blisko 60 zborów luterańskich, które dołączyły do już wcześniej istniejących i działających na specjalnych warunkach, jak np. zbór w Cieszynie funkcjonujący od 1709 przy kościele łaski, czy zbory w Galicji, gdzie aby zachęcić ewangelickich Niemców do kolonizacji nowej prowincji pozwolono w 1774 wybudować domy modlitwy i powołać kaznodziejów we Lwowie, Jarosławiu, Brodach, Zamościu i Zaleszczykach. Najwięcej zborów reformowanych powstało w Czechach i na Morawach, założonych przez husytów. Największe skupienie luteran znajdowało się z kolei na Śląsku Cieszyńskim, gdzie powstało 10 nowych zborów. Początkowo na czele wszystkich zborów ewangelicko-augsburskich stanął konsystorz zorganizowany w Cieszynie, w składzie zatwierdzonym 22 lipca 1784. Prezesem został starosta obwodowy cieszyński hrabia Jan Larisch, radcami zostali reprezentanci świeccy baron Maksymilian Kalisch i Ernest Bludowski, oraz duchowni pastor Jan Traugott Bartelmus i Krystian Gottlieb Fröhlich. 22 września 1784 dekret nadworny polecił przeprowadzić konsystorz z Cieszyna do Wiednia, gdzie miano zorganizować również osobny konsystorz ewangelików reformowanych. Konsystorz w nowym składzie osobowym rozpoczął funkcjonowanie w Wiedniu w maju 1785.
Na niższym szczeblu Kościół zorganizowany został w superintendentury, na czele których stanęli superintendenci. W 1783 powołano superintendenta dla Austrii Górnej Johanna Christiana Thielischa, byłego nauczyciela ewangelickiej szkoły w Cieszynie, a dla Austrii Dolnej Georga Focka. 27 lutego 1784 powołano superintendenta dla Moraw, Śląska i Galicji pastora cieszyńskiego Jana Traugotta Bartelmusa. W 1784 powołano również superintendentów Czech: luterańskiego Jana Láho i reformowanego Ferenca Kovácsa, a w 1785 reformowanego superintendenta Dolnej Austrii Carla Wilhelma Hilchenbacha. 23 czerwca 1785 wydano w kancelarii cesarskiej instrukcję dla superintendentów. Mieli nadzorować domy modlitwy, szkoły, naukę publiczną w nich odbywaną, kaznodziei, nauczycieli, majątek kościelny i wydatki zborowe. Największa obszarowo superintendentura morawsko-śląsko-galicyjska okazała się zbyt wielka, dlatego pod koniec 1803 wydzielono z niej superintendenturę lwowską (od 1902 galicyjsko-bukowińską), której podporządkowano również zbory w Bukowinie. W 1869 powstała niewielka superintendentura luterańska Ašu składająca się jedynie z 3 zborów. W 1900 podzielono superintendenturę Czech na część zachodnią (niemieckojęzyczną) i wschodnią (czeskojęzyczną).
Niższym szczeblem zostały senioraty, przy czym lwowski seniorat reformowany podległy był bezpośrednio konsystorzowi. Przykładowo superintendetura morawsko-śląsko-galicyjska została początkowo podzielona na cztery senioraty: na Morawach w Brnie i w Suchdolu a w Galicji we Lwowie i Białej (w dniu 7 maja 1790 roku, z kolei po wydzieleniu w 1803 roku superintendentura galicyjska podzielona została na 3 senioraty). Seniorat śląski powołano dekretem dworskim z 14 grudnia 1807. W 1810 nastąpiła tzw. regulacja pastoralna, która wyznaczała urzędowe granice zborów rozstrzygając liczne spory.
Kolejna fala zmian na korzyść ewangelików nastąpiła wraz z tzw. Wiosną Ludów w 1848, co ukoronowane zostało wydaniem Patentu Protestanckiego 8 kwietnia 1861 roku, który ustanawiał nowe podstawy prawne funkcjonowania Kościoła ewangelickiego w Cesarstwie, zrównując jego prawa z Kościołem katolickim. Jego wydanie przyczyniło się do powstania wielu nowych zborów i szkół.
9 kwietnia 1861 wydano drugi patent, tymczasową ewangelicką ustawę kościelną mówiącą o gminach zborowych, sposobie ich łączenia w gminy senioralne i superintendentalne i o zastępstwie tychże w Synodzie Generalnym, jak również o innych kwestiach organizacyjnych. Powoływał również najwyższy urząd administracyjno-sądowy dla obu wyznań zastępujący konsystorze: Naczelną Cesarsko-Królewską Radę Kościelną (niem. Oberkirchenrat) w Wiedniu, działającej przy C. K. Ministerstwie Wyznań i Oświaty. Ostateczny kształt ustawy kościelnej miały nadać kolejne Synody Generalne (najwyższy urząd ustawodawczy Kościoła).
Prezydentami Naczelnej Cesarsko-Królewskiej Rady Kościelnej byli kolejno:
1. 1861–1874 – Joseph Andreas Zimmermann
2. 1874–1884 – Conrad Schmidt von Altenheim
3. 1884–1909 – Rudolf von Franz
4. 1909–1911 – Herman Pfaff
5. 1911–1925 – Wolfgang Haase

Pierwszy Synod Generalny zwołano 22 maja 1864. Do 9 lipca odbyły się w sumie 32 posiedzenia, na których obradowali częściowo wspólnie ewangelicy luterańscy i helweccy, a zaowocowały one ustawą kościelną poddaną parlamentowi do uchwalenia. Parlament po licznych zmianach nadał jej sankcję cesarską 6 stycznia 1866. 15 grudnia 1891 C. K. Ministerstwo Wyznań i Oświaty zatwierdziło „Ustawę ewangelickiego kościoła augsburskiego i helweckiego wyznania” uchwaloną przez Generalne Synody obu konfesji w 1889.
Według schematyzmu kościelnego z 1875 Kościół podzielony był następująco:
- Evangelische Kirche A.B. (Kościół Ewangelicki Augsburskiego Wyznania):
  - Superintendentura wiedeńska (30 zborów; 5 senioratów: Niederösterreichisches Seniorat, Triester S., Steiermärkisches S., Kärntner Seniorat jenseits der Drau, Kärntner Seniorat diesseits der Draun und im Smündthal)
  - Superintendentura górnoaustriacka (16 zborów; 2 senioraty: Oberländer S., Unterländer S.)
  - Superintendentura czeska (24 zbory; 3 senioraty: Westliches S., Mittleres S., Oestliches S.)
  - Superintendentura Ašu (3 zbory)
  - Superintendentura morawsko-śląska (32 zbory; 3 senioraty: Brünner S., Zauchteler S., Schlesisches S.)
  - Superintendentura lwowska (22 zbory; 3 senioraty: Westliches S., Mittleres S., Oestliches S.)

- Evangelische Kirche H.B. (Kościół Ewangelicki Helweckiego Wyznania):
  - Superintendentura wiedeńska (5 zborów)
  - Superintendentura Czech (46 zborów; 4 senioraty: Prager S., Chrudimer S., Boděbrader S., Časlauer S.)
  - Superintendentura morawska (22 zbory; 2 senioraty: Westliches S., Oestliches S.)
  - Superintendentura lwowska (4 zbory; 1 seniorat galiz. helvet.)

Łącznie 10 superintendentur, 22 senioraty (16 augsburskich, 6 helweckich) i 199 zborów (z czego 122 augsburskich i 77 helweckich). W 1900 superintendentura Czech podzielona została na część zachodnią i wschodnią.
W 1913 istniało 7 superintendentur luterańskich:
- Wiedeń (134 748 wiernych, 5 senioratów, 48 zborów, 17 filii, 70 stacji kaznodziejskich, 15 szkół)
- Austria Górna (30 106 wiernych, 2 senioraty, 21 zborów, 1 filia, 15 stacji kazn., 16 szkół)
- Czechy Zachodnie (54 315 wiernych, 3 senioraty, 34 zbory, 2 filie, 104 stacje kazn., 10 szkół)
- Czechy Wschodnie (13 852 wiernych, 15 zborów, 9 filii, 14 stacji kazn., 6 szkół)
- Aš (29 366 wiernych, 3 zbory, 3 stacje kazn.)
- Morawy i Śląsk (136 290 wiernych, 3 senioraty, 45 zborów, 6 filii, 47 stacji kazn., 10 szkół)
- Galicja i Bukowina (52 540 wiernych, 3 senioraty, 29 zborów, 50 filii, 16 stacji kazn., 77 szkół)

Łącznie: 451 217 wiernych, 16 senioratów, 195 zborów, 85 filii, 271 stacji kaznodziejskich, 134 szkoły.
Z kolei Kościół helwecki liczył 3 senioraty:
- Wiedeń (14 626 wiernych, 6 zborów, 10 stacji kazn., 1 szkoła)
- Czechy (79 829 wiernych, 4 senioraty, 61 zborów, 9 filii, 56 stacji kazn., 26 szkół)
- Morawy (43 846 wiernych, 2 senioraty, 28 zborów, 4 filie, 24 stacje kazn., 1 szkoła)

Ponadto funkcjonował seniorat galicyjski podległy bezpośrednio Wiedniowi (4 679 wiernych, 4 zbory, 8 filii, 1 stacja kazn., 17 szkół). Łączni Kościół helwecki liczył więc 142 980 wiernych, 7 senioratów, 99 zborów, 21 filii, 91 stacji kazn., 45 szkół. W sumie cały Kościół ewangelicki liczył 594 197 wiernych, 23 senioraty, 294 zborów, 106 filii, 362 stacji kaznodziejskich i 148 szkół. Oprócz języka niemieckiego do wygłaszania kazań używano również języka czeskiego i polskiego.
W powojennej republikańskiej Austrii Kościół ewangelicki funkcjonował nadal, a obecnie są to dwa niezależne, lecz ściśle ze sobą współpracujące Kościół Ewangelicki Augsburskiego Wyznania i Kościół Ewangelicki Helweckiego Wyznania. Zbory niemieckojęzyczne na terenie Czechosłowacji zawiązały Niemiecki Kościół Ewangelicki w Czechach, na Morawach i na Śląsku, te uważające się za spadkobierców husytyzmu założyły Ewangelicki Kościół Czeskobraterski, sześć polskojęzycznych zborów na tzw. Zaolziu założyło Kościół Ewangelicki Augsburskiego Wyznania na Śląsku Wschodnim w Czechosłowacji, zbory na polskim Śląsku Cieszyńskim 20 grudnia 1918 przyłączyły się do konsystorza w Warszawie, natomiast zbory w Galicji (oprócz Krakowa) utworzyły osobny Kościół Ewangelicki Augsburskiego i Helweckiego Wyznania w Małopolsce.